# 東赤重町
東赤重町（ひがしあかしげちょう）は、愛知県瀬戸市新郷連区の町名。現行行政地名は東赤重町1丁目と2丁目。

## 地理
- 瀬戸市の南部に位置する[8]。西を菱野町・赤重町、北を幡野町、東を緑町、南を白山町・瀬戸口町・福元町と隣接している[8]。
- 標高100m前後の低山性丘陵で宅地化が進む[9]。

### 河川
- 井林川（矢田川支流）[8] ： 町の北部から北端部、赤重町との町境を西流している。

- 井林川（東赤重町内）

### 学区
市立小・中学校に通う場合、学区は以下の通りとなる。また、公立高等学校普通科に通う場合の学区は以下の通りとなる。
| 町丁・丁目    | 番・番地等 | 小学校             | 中学校             | 高等学校 |
| ------------- | ---------- | ------------------ | ------------------ | -------- |
| 東赤重町1丁目 | 全域       | 瀬戸市立原山小学校 | 瀬戸市立幡山中学校 | 尾張学区 |
| 東赤重町2丁目 | 全域       | 瀬戸市立原山小学校 | 瀬戸市立幡山中学校 | 尾張学区 |

なお、東赤重町全域において、特定区域における校区外通学が認められており、申請をすれば瀬戸市立光陵中学校への進学も可能である。

## 歴史

### 町名の由来
瀬戸南部土地区画整理事業に伴って新しい町を設定する際、赤重町の東にあるところから名付けられた。

### 沿革
- 1985年（昭和60年）4月27日 - 瀬戸市赤重町・幡野町・大字菱野の各一部により、同市東赤重町として成立[2][14]。

## 世帯数と人口
2024年（令和6年）2月1日現在の世帯数と人口は以下の通りである。
| 町丁          | 世帯数  | 人口    |
| ------------- | ------- | ------- |
| 東赤重町1丁目 | 321世帯 | 624人   |
| 東赤重町2丁目 | 257世帯 | 565人   |
| 計            | 578世帯 | 1,189人 |

### 人口の変遷
国勢調査による人口の推移
| 1995年（平成7年）  | 1,266人 | [ 15 ] |  |
| 2000年（平成12年） | 1,371人 | [ 16 ] |  |
| 2005年（平成17年） | 1,274人 | [ 17 ] |  |
| 2010年（平成22年） | 1,274人 | [ 18 ] |  |
| 2015年（平成27年） | 1,246人 | [ 19 ] |  |
| 2020年（令和2年）  | 1,208人 | [ 20 ] |  |

### 世帯数の変遷
国勢調査による世帯数の推移。
| 1995年（平成7年）  | 458世帯 | [ 15 ] |  |
| 2000年（平成12年） | 500世帯 | [ 16 ] |  |
| 2005年（平成17年） | 477世帯 | [ 17 ] |  |
| 2010年（平成22年） | 512世帯 | [ 18 ] |  |
| 2015年（平成27年） | 501世帯 | [ 19 ] |  |
| 2020年（令和2年）  | 516世帯 | [ 20 ] |  |

## 交通

### 鉄道
愛知環状鉄道・愛知環状鉄道線瀬戸口駅 ： 町の南西部にある。駅番号は20。愛知環状鉄道線は町の南西部を瀬戸口町・福元町・菱野町境に沿うように走っている。
- 愛知環状鉄道線 瀬戸口駅

### バス
名鉄バス「東山線」
- 【40】【41】藤が丘 - 岩作 - 本地口 - 菱野団地 系統 ： 幡野バス停（藤が丘方面乗り場）

瀬戸市コミュニティバス「上之山線」
- 瀬戸駅前 - 瀬戸口駅 - 山口駅 - サンヒル上之山 - 八草駅 系統 ： 東赤重町バス停・新郷地域交流センターバス停（いずれも瀬戸駅前方面乗り場）・瀬戸口駅北口バス停・瀬戸口駅バス停

瀬戸市コミュニティバス「本地線」
- 陶生病院 - 瀬戸口駅 - 愛知医大 系統 ： 東赤重町バス停・新郷地域交流センターバス停（いずれも陶生病院方面乗り場）・瀬戸口駅北口バス停・瀬戸口駅バス停

- 幡野バス停
- 東赤重町バス停
- 新郷地域交流センターバス停
- 瀬戸口駅北口バス停
- 瀬戸口駅バス停

### 道路
愛知県道209号愛・地球博記念公園瀬戸線 ： 町の北東端、幡野町との町境を南北に通っている。

## 施設
- 新郷地域交流センター さとの家 ： 2017年（平成29年）瀬戸市5か所目の地域交流センターとして開設[21]。生涯学習講座や企業の物品販売、個人が主催するヨガ・料理教室などで利用できる[22]。
- セブンスデー・アドベンチスト瀬戸キリスト教会 ： 聖書主義に立つキリスト教・プロテスタントの教会[23]。
- うなぎ・和食 千登勢 ： 90年以上地元で愛され続けている日本料理店[24]。お祝いや記念日、法事、宴会などにも対応している[24]。
- Cocco Latte ： 誰でも好きな洋食を気軽に味わえるカジュアルな洋食リストランテ[25]。
- 白山公園 ： 町の中央部にある公園。北半分は散策路が整備されておりコンビネーション遊具がある。南半分は広いグラウンドになっている。

- 新郷地域交流センター さとの家
- セブンスデー・アドベンチスト瀬戸キリスト教会
- うなぎ・和食 千登勢
- Cocco Latte
- 白山公園

## その他

### 日本郵便
- 郵便番号 : 489-0877[6]（集配局：瀬戸郵便局[26]）。